# Setodes geminispinus
Setodes geminispinus är en nattsländeart som beskrevs av Yang och Morse 2000. Setodes geminispinus ingår i släktet Setodes och familjen långhornssländor. Inga underarter finns listade i Catalogue of Life.